# Пандозеро
Пандозеро — пресноводное озеро на территории Кончезерского сельского поселения Кондопожского района Республики Карелии.

## Общие сведения
Площадь озера — 3,8 км², площадь водосборного бассейна — 6410 км². Располагается на высоте 53,9 метров над уровнем моря.
Форма озера продолговатая: оно более чем на четыре километра вытянуто с северо-запада на юго-восток. Берега каменисто-песчаные, преимущественно возвышенные.
Через озеро течёт река Суна.
В озере расположено не менее шести островов различной площади. Наиболее крупные: Ламбосостров, Плоский и Кохтаостров.
Населённые пункты вблизи водоёма отсутствуют.
Код объекта в государственном водном реестре — 01040100211102000018248.